# 디모인강

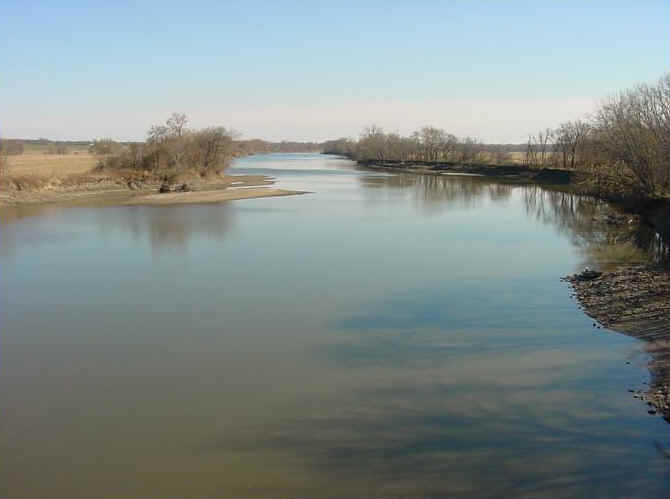
디모인 강

디모인강(영어: Des Moines River)은 미국 미네소타주에서 아이오와주에 걸쳐 흐르는 강이다. 미시시피강 지류로, 하천 길이는 845km이다.